# Archäologisches Museum Krakau

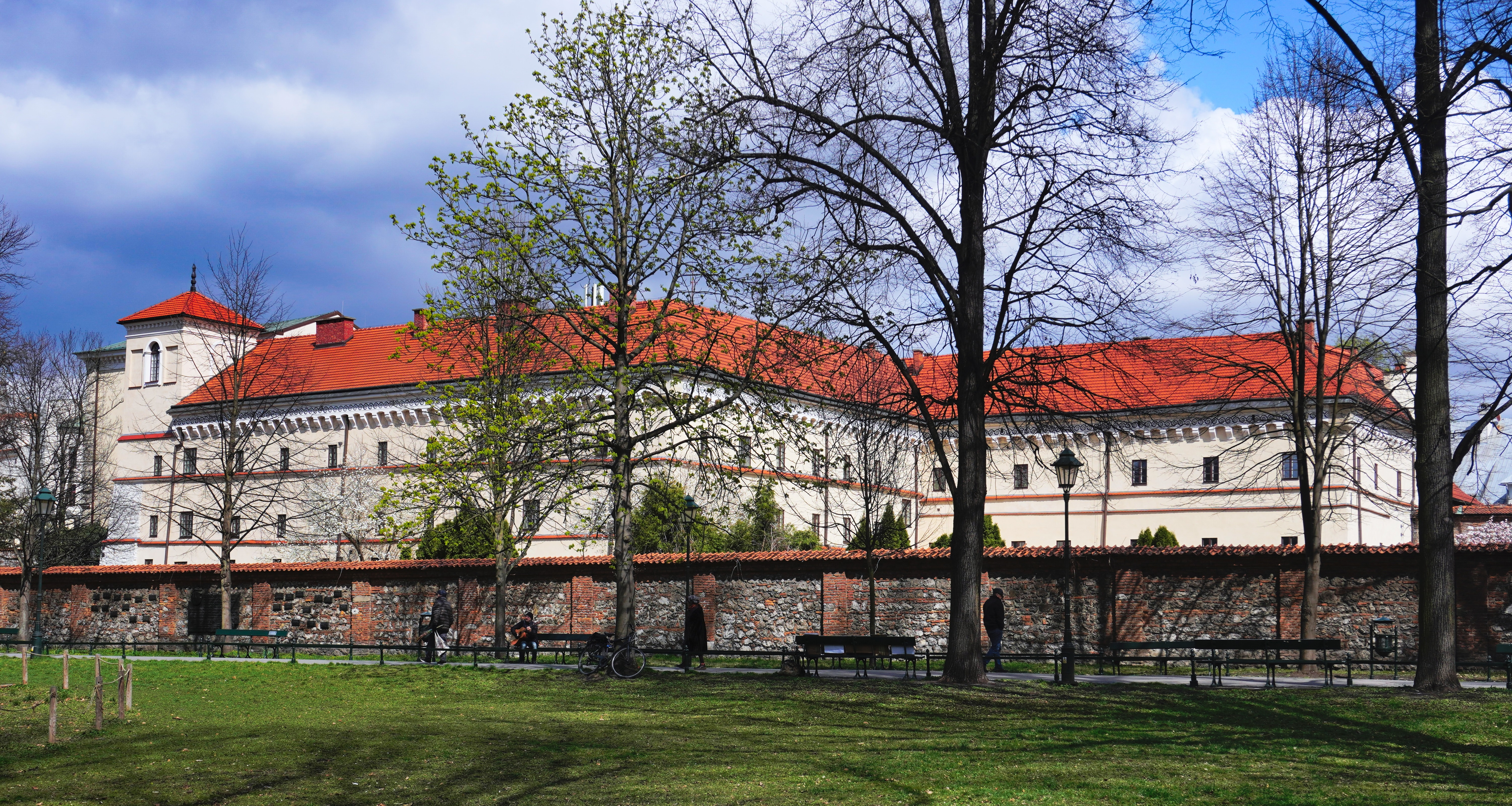
Hauptgebäude

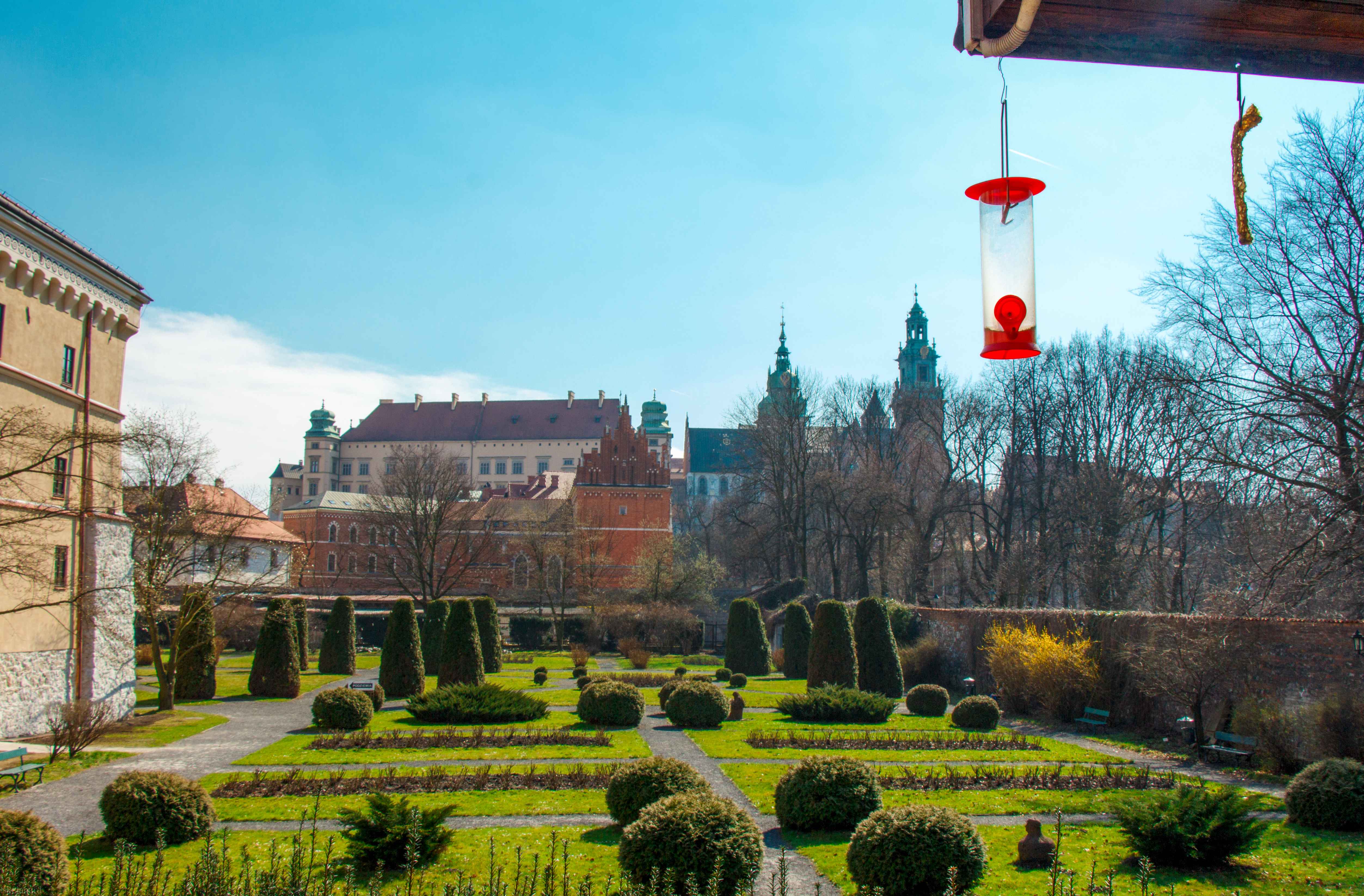
Gärten des Museums

Das Archäologische Museum Krakau (poln. Muzeum Archeologiczne w Krakowie) ist ein staatliches Museum und befindet sich im ehemaligen Karmeliterkloster in der Krakauer Altstadt (Okół) an der Senatorska Straße in Krakau.

## Geschichte
Das Museum wurde 1850 gegründet. Zu seinen bekanntesten Exponaten gehören das Idol von Sbrutsch und die Trichterschale aus Bronocice. Insgesamt besitzt es ca. 773.000 Exponate.

## Ausstellung
Das Museum besitzt fünf Ausstellungen: alt-ägyptische Ausstellung, prähistorische Töpferei, Cheramikgarten, Prähistorie und Frühes Mittelalter in Kleinpolen sowie Schalen aus Bronocice.